# 道路交通信息通信系统
道路交通信息通信系统（缩写VICS），是由日本的一般财团法人道路交通信息通信系统中心（道路交通情報通信システムセンター，略称，即VICS中心）将其收集、处理、编辑的文字、图形形式的道路交通信息以通信、广播媒介向车载导航系统等车载设备传送的通信系统。下行（从系统向终端）信息通过道路上设置的信息发送装置（ビーコン，即信标）和FM文字信息广播（FM文字多重放送）发送。它是智能运输系统的一部分。:190,191
VICS所提供的道路交通信息包括交通堵塞信息和交流道之间通过所需时间，事故、故障车辆、施工信息，限速、车道限制信息，停车场位置信息，停车场、服务区空余车位信息等。VICS所提供的信息来自日本道路交通信息中心，而这些数据最终收集自都道府县警察和道路管理者。

## VICS的服务内容
VICS提供的服务内容包括以下几种：交通阻塞信息、行车所需时间、交通管制和障碍信息、停车场信息。

### 3种传输技术可以提供的服务内容
|                    | 传输技术类别    | 传输技术类别                                                           | 传输技术类别                             | 传输技术类别                     | 传输技术类别                     |
| FM                 | FM              | 红外线光                                                               | 电波                                     | 电波                             |                                  |
| FM                 | FM（VICS WIDE） | 红外线信标                                                             | 电波信标（2.4GHz频段）                   | ITS热点（5.8GHz频段）            |                                  |
| ------------------ | --------------- | ---------------------------------------------------------------------- | ---------------------------------------- | -------------------------------- | -------------------------------- |
| 交通阻塞信息       | 有              | 有                                                                     | 以一般道路为主，包括附近高速公路         | 以高速公路为主，包括附近一般道路 | 以高速公路为主，包括附近一般道路 |
| 行车所需时间       | 有              | 根据阻塞状况动态调整                                                   | 有                                       | 有                               | 有                               |
| 交通管制、障碍信息 | 有              | 有                                                                     | 有                                       | 有                               | 有                               |
| 停车场信息         | 有              | 有                                                                     | 有                                       | 无                               | 无                               |
| 其他               |                 | - 探针信息（通过特定车辆的传感器搜集的信息） - 气象信息 - 大雨区域信息 | - 基于交通信号信息的驾驶支持系统（TSPS） |                                  |                                  |

### 交通信息显示形式
交通信息的依照显示形式分为3个级别（或者说3类），第1级信息最简单，所需的传输资源最少，第3级信息最丰富，所需的传输资源最多。

#### 第3级：基于地图
交通信息在车载导航设备的地图画面上呈现。也包括交通阻塞状况、停车场的车位空余信息等。

#### 第2级：简易图形
以图形方式显示阻塞状况等信息，但此图形不体现真实路线形状，只体现大略的位置关系。道路名也有一部分以平假名而非正式名称显示，也有不显示道路名称的情况。
3种传输技术都提供第2级信息，但所提供的图形各有不同，FM提供的图形描述县（都、府、地区）内的主要道路，光信标提供的图形主要呈现附近的一般道路，电波信标提供的图形主要呈现高速公路。

#### 第1级：基于文字
仅提供文字描述的阻塞、通过所需时间等信息。

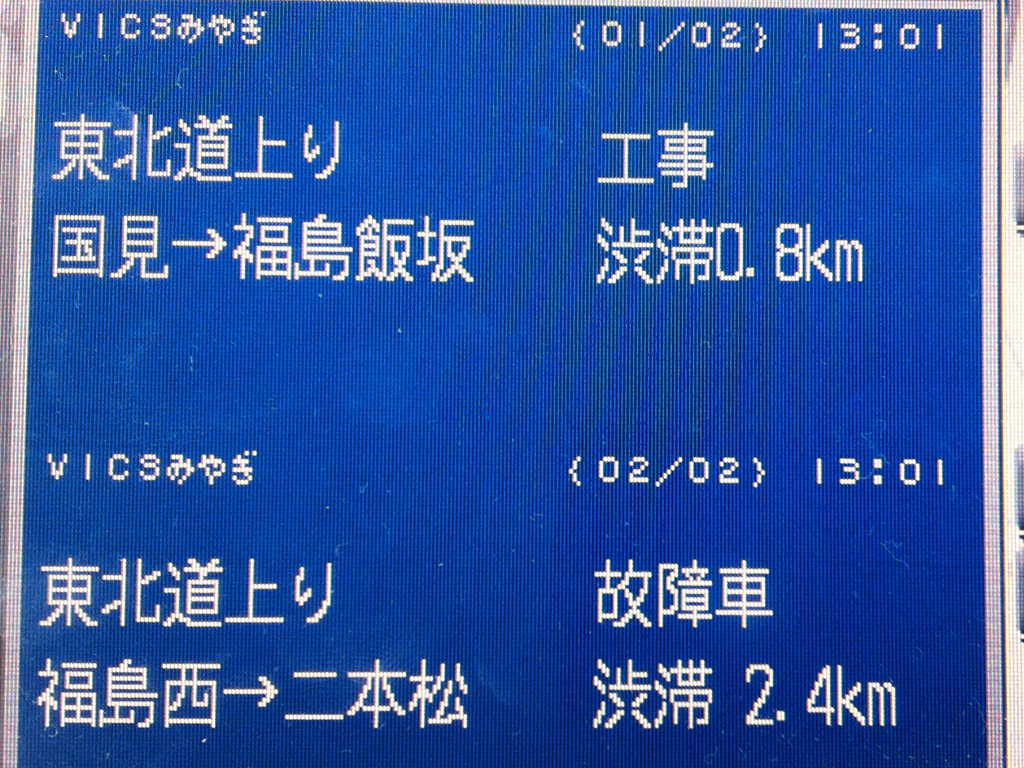
第1级交通信息在设备上显示的例子
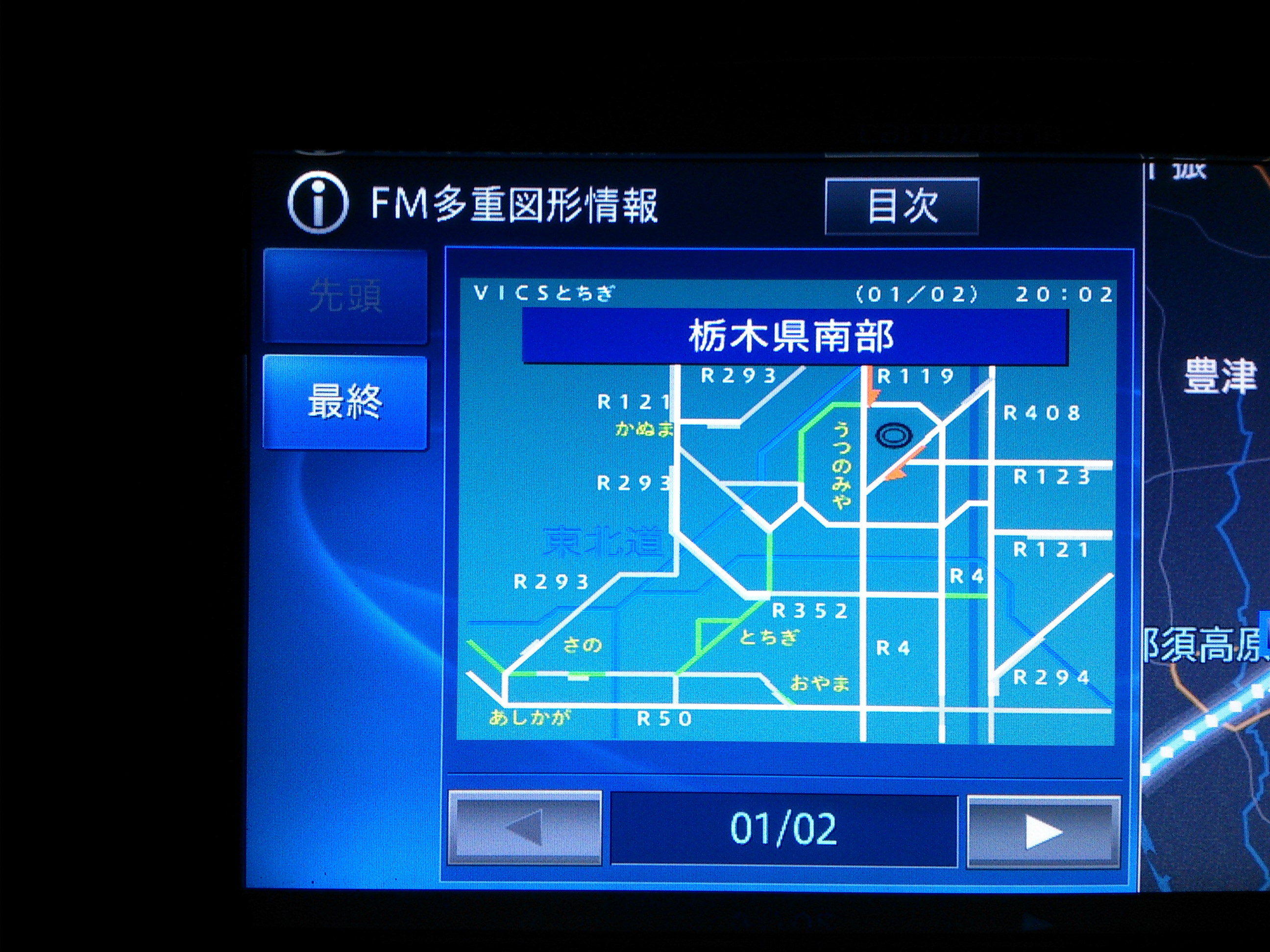
第2级交通信息在设备上显示的例子（县内一般道路交通信息）
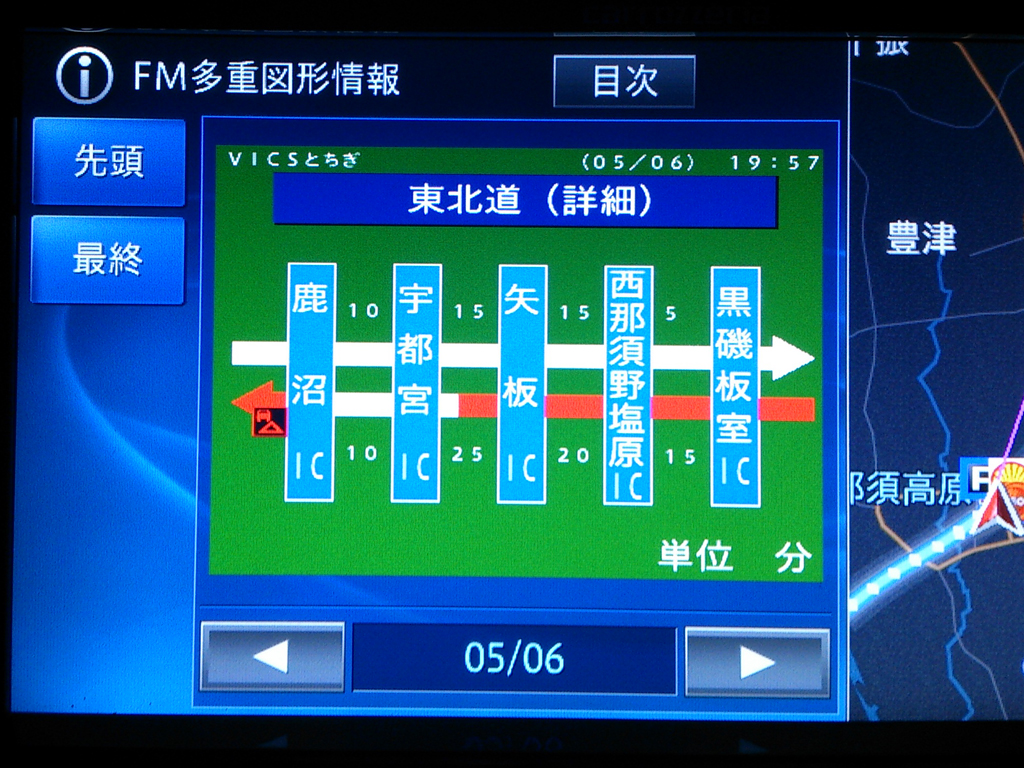
第2级交通信息在设备上显示的例子（特定道路的交通信息）
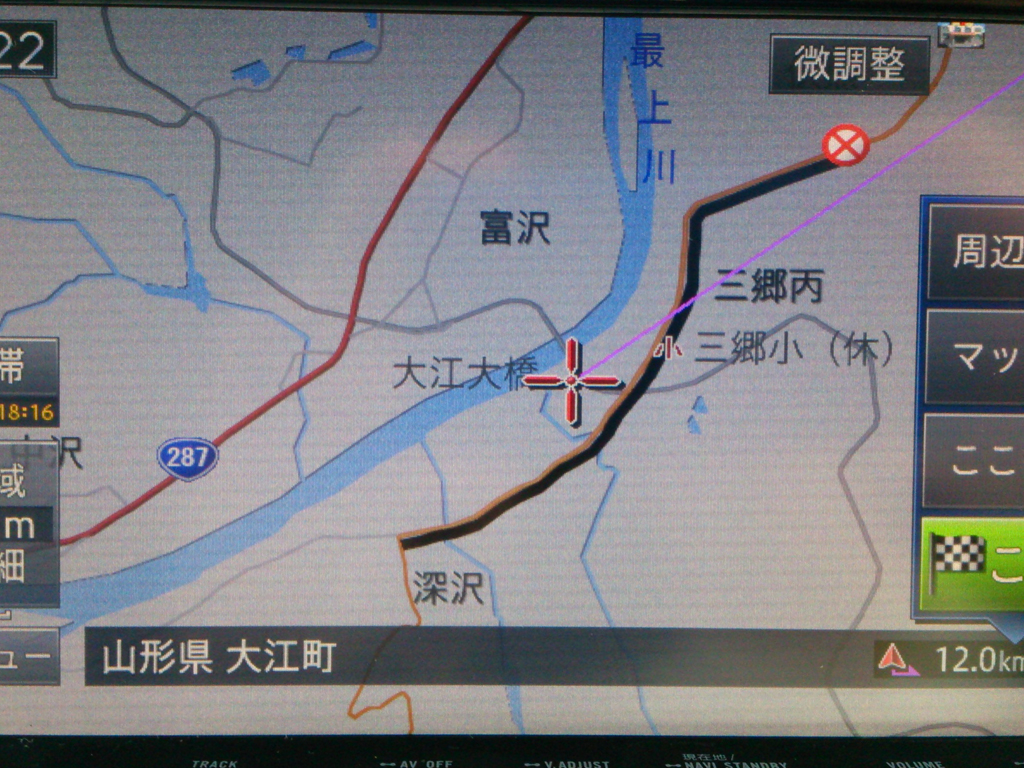
第3级交通信息在设备上显示的例子

## VICS的传输技术
VICS所使用的传输方式有3种：调频广播、红外线信标、电波信标。所承载的具体服务各有不同。每种方式都有各自的网络侧设备（信标、热点等）。3中传输方式的网络侧设备安装地点、覆盖范围也各有不同。为了使用相应的服务，针对不同的传输方式，需要车载导航设备或其外接设备（车载机）支持相应传输技术。

### 电波信标
电波信标设置于高速公路沿线，由道路管理者设置。电波信标分为2.4GHz频段和5.8GHz频段两种，后一种通称“ITS热点”。
电波信标具有下行和上行传输能力，除了提供VICS服务，也提供ETC服务。

#### 2.4GHz频段电波信标
2.4GHz频段的电波信标是电波信标的最初版本，使用2.4GHz频段，占用频宽85kHz，数据带宽8kB。它可以提供车辆行驶前方200公里范围的高速公路信息，在都市地区也有提供周边普通道路信息的情形。
根据2017年4月的数据，全国有信标2,869台。2.4GHz频段信标将于2022年3月31日停止服务，今后的电波信标将以5.8GHz频段信标，也就是ITS热点为主。

#### ITS热点（5.8GHz频段电波信标）
ITS热点（ITSスポット）是一种在5.8GHz频段发送ITS信息的广播设备。频道带宽约4.4MHz。ITS热点与车载机之间的通信协议为DSRC（专用短程通信技术）。ITS热点的大规模设置始于2011年，2011年安装数量为约1,700处。根据2017年4月1日数据，ITS热点数量为约1,600。
ITS热点可以提供车辆运行位置前方总计约1000km道路的交通信息。
通过ITS热点提供的ITS服务包括以下3部分：动态路径服务，可以提供大范围的道路阻塞信息，供导航设备计算最佳路径；安全驾驶支持系统，实时提示前方阻塞、道路转弯等信息；电子道路收费（ETC，不是VICS的一部分）。其中动态路径服务可以提供语音信息，是VICS服务中的首次。
通过ITS热点提供的ETC服务称为ETC2.0。截至2018年4月，日本全国支持ETC2.0的车载机，即能够与ITS热点通信的车载机的安装数为3,635,774台（含重装数量433,713台）。

### 红外线信标
红外线信标主要设置于都市地区的普通道路，正式名称是“光学式车辆感知器”。红外线信标可以与车速70km/h以下的车辆的车载机进行通信，为车辆提供前方约30km范围、后方约1km范围的道路交通信息，也有一部分信标提供附近的高速公路交通信息。
通过红外线信标实现的交通信息提供在新交通管理系统（UTMS）中称为“交通信息提供系统”（AMIS），由警察厅系统管理。
根据2017年4月的数据，日本全国安装数量为34,993台。
红外线信标，正如其正式名称“光学式车辆感知器”，除了VICS的通信功能，也具有搜集交通信息的功能。其基础功能是检测附近车辆阻塞程度，此外，通过VICS通信功能可以采集通过车辆的车载机通信ID，以此信息计算车辆通过信标之间的路段所需的时间。这个通信用的ID是每次开机时随机生成的，并不会关联到个人隐私信息。

### FM（调频广播）
调频广播方式与电波、红外线方式不同，只有向车辆发送的下行数据。其数据通过NHK的FM广播发送，其信息内容以县为单位，在县境内对所有终端广播的内容是相同的。提供的信息包括本县内和周边区域的交通信息。其广播内容每5分钟更新一次，每5分钟周期内相同信息传送2次，每2.5分钟可以传输相当于日文5万字左右的信息。
调频广播所使用的传输协议为DARC。
截至2017年4月1日，日本全国提供FM调频VICS服务的广播站有521座，其中主干站53座，中转站468座。

#### VICS WIDE
调频广播在2015年提供了升级版的服务，称为“VICS WIDE”。如果终端只支持基本的FM广播VICS，则不能使用VICS WIDE服务。在网络侧，使用和基本调频广播服务相同的广播站点，覆盖范围也相同。
2017年4月至2018年3月间售出的支持VICS WIDE的车载机有335万台，占该年度售出的车载机总量的75%。截至2018年3月，支持VICS WIDE的车载机售出总量为579万台。
VICS WIDE提供了的信息内容比基本的FM广播为多。VICS WIDE提供的以下信息都是基本的FM广播所不具备的：节点间通行所需时间信息，共计算最佳路径使用；从特定车辆采集的“探针信息”（プローブ情報，通过车上的传感器等收集的信息）；气象和灾害信息；大雨地区信息。

### 3种传输技术的比较
|            |                 | 传输技术类别                                                  | 传输技术类别                                                  | 传输技术类别                                                                                      | 传输技术类别                                                          | 传输技术类别                                                          |
| FM         | FM              | 红外线光                                                      | 电波                                                          | 电波                                                                                              |                                                                       |                                                                       |
| FM         | FM（VICS WIDE） | 红外线信标                                                    | 电波信标（2.4GHz频段）                                        | ITS热点（5.8GHz频段）                                                                             |                                                                       |                                                                       |
| ---------- | --------------- | ------------------------------------------------------------- | ------------------------------------------------------------- | ------------------------------------------------------------------------------------------------- | --------------------------------------------------------------------- | --------------------------------------------------------------------- |
| 规格制定者 | 规格制定者      | 一般社团法人电波产业会                                        | 一般社团法人电波产业会                                        | 一般社团法人UTMS协会                                                                              | 一般财团法人ITS服务高度化机构                                         | 一般财团法人ITS服务高度化机构                                         |
| 相关系统   | 相关系统        | NHK FM广播系统（总务省管辖） VICS的FM传输是FM广播系统的一部分 | NHK FM广播系统（总务省管辖） VICS的FM传输是FM广播系统的一部分 | 新交通管理系统（UTMS）（警察厅管辖） 通过红外线信标提供的VICS在UTMS中称为交通信息提供系统（AMIS） | ETC系统（国土交通省管辖） 电波信标与ETC系统使用相同的网络侧和终端设备 | ETC系统（国土交通省管辖） 电波信标与ETC系统使用相同的网络侧和终端设备 |
| 技术规格   | 信号覆盖范围    | 每个县有数个广播塔台，覆盖全县                                | 每个县有数个广播塔台，覆盖全县                                | 信标斜下方约宽约3米，长3.7米（下行信号）和1.6米（上行信号）的区域                                 | 直径约70m的圆形                                                       | 直径约20m的圆形                                                       |
| 技术规格   | 无线电磁波频段  | 76-90MHz                                                      | 76-90MHz                                                      | 红外线波长800nm-900nm                                                                             | 2.4GHz频段（中心频率2.4997GHz）                                       | 5.8GHz频段（5.77GHz-5.85GHz）                                         |
| 技术规格   | 传输协议        | DARC                                                          | DARC                                                          | UTMS协会规格                                                                                      | 官方规格书和官方网站上未指定名称 调制方式：GMSK 数据带宽：64Kbps      | DSRC                                                                  |
| 技术规格   | 交通信息范围    | 县内和周边地区                                                | 县内和周边地区                                                | 前方30km、后方1km                                                                                 | 前方道路总计约200km                                                   | 前方道路总计约1000km                                                  |

### 书籍
- 浅井建爾.  . 日本実業出版社. 2001. ISBN 9784534033154. NCID BA54642027 （日语）.

### 论文
- 片渕雄一. . 奈良先端科学技術大学院大学. 2010 （日语）.[永久]

### 网站

#### VICS中心
- . VICS中心. （原始内容存档于2017-09-25） （日语）.
- . VICS中心. （原始内容存档于2015-03-16） （日语）.
- . VICS中心. （原始内容存档于2017-08-11）.
- . VICS中心. （原始内容存档于2017-06-23） （日语）.
- . VICS中心. （原始内容存档于2017-09-04） （日语）.
- . VICS中心. （原始内容存档于2017-06-12） （日语）.
- . VICS中心. （原始内容存档于2017-06-14） （日语）.
- . VICS中心. （原始内容存档于2017-06-14） （日语）.
- . VICS中心. （原始内容存档于2017-09-15） （日语）.
- . VICS中心. （原始内容存档于2017-10-30） （日语）.
- (PDF). VICS中心. 2018-06-13 （日语）.

#### 国土交通省
- . 日本国土交通省道路局. （原始内容存档于2017-12-01） （日语）.
- . 一般財団法人ITSサービス高度化機構. （原始内容存档于2017-12-01） （日语）.
- . 日本国土交通省. （原始内容存档于2017年7月7日） （日语）.
- . 日本国土交通省. （原始内容存档于2017年10月30日） （日语）.
- . 一般財団法人ITSサービス高度化機構. （原始内容存档于2017-11-15） （日语）.
- . 一般財団法人ITSサービス高度化機構. （原始内容存档于2017-08-29） （日语）.
- . 国土交通省国土技术政策综合研究所（日语：国土技術政策総合研究所）ITS（高度道路交通システム）研究室. （原始内容存档于2018-05-18） （日语）.
- . 日本国土交通省. （原始内容存档于2017-08-08）.
- . 一般财团法人ITS服务高度化机构. （原始内容存档于2017-11-19） （日语）.

#### 警察厅
- . 一般社団法人UTMS協会. （原始内容存档于2017-10-26） （日语）.
- . 一般社団法人UTMS協会. （原始内容存档于2016年10月15日） （日语）.
- . 静岡県警察本部. （原始内容存档于2015-12-28） （日语）.

#### 其他
- 泽地治. . 客观日本. 科学技术振兴机构中国综合研究交流中心. 2014-01-17. （原始内容存档于2018-05-18）.
- . 先锋株式会社. （原始内容存档于2018-05-18） （日语）.
- . 名古屋高速道路公社（日语：名古屋高速道路公社）. （原始内容存档于2017-10-27） （日语）.
- . 电子信息技术产业协会. 2016-03  [2018-05-24]. （原始内容存档于2016-04-29） （日语）.
- . 先锋株式会社.   [2018-05-23]. （原始内容存档于2018-05-24） （日语）.